# 王英 (正統進士)
王英（？年—？年），字孟育。福建承宣布政使司福州府閩縣（今屬福建省福州市閩侯縣）人，明朝政治人物。

## 經歷
正統七年（1442年）壬戌科第二甲第三十一名進士出身。歷官南京兵部郎中、南京戶部郎中。
天順七年（1463年）擢為廣東承宣布政使司右參議。成化三年（1467年）廣東大災，雷州府、廉州府、高州府、肇慶府四府盜匪大起；僉都御史兩廣總督韓雍檄令王英辦理賑濟，王英立刻訂定平糶四郡辦法，開倉賑恤，「存活慎眾，民咸德之」。王英又與韓雍謀劃設立饒平縣控制扼守盜區。官至雲南承宣布政使司左參政，致仕。平生居官廉慎不私、清風凜然。身後入祀廣東名宦祠。